# Boubakar Kouyaté
Boubakar „Kiki“ Kouyaté (* 15. April 1997 in Bamako) ist ein malischer Fußballspieler.

## Karriere

### Verein
Kouyaté begann seine fußballerische Ausbildung bei der AS Bamako, wo er bis 2015 spielte. Anschließend wechselte er in die marokkanische Botola zu Kawkab Marrakesch. In der Saison 2015/16 spielte er dort mindestens 16 Mal, wobei er mindestens zweimal traf. Im Sommer 2016 wagte er den Sprung nach Europa und unterschrieb bei der zweiten Mannschaft von Sporting Lissabon. Gegen den Varzim SC debütierte er am 11. September 2016 (6. Spieltag) in der Segunda Liga, als er bei einer 0:3-Niederlage über die vollen 90 Minuten spielte. Insgesamt spielte er 2016/17 33 Mal in der zweiten Mannschaft Sportings. In der Folgespielzeit 2017/18 war er kein Stammspieler mehr und kam nur noch zu zwölf Saisoneinsätzen.
Nachdem er zur Saison 2018/19 sogar ins U23-Team befördert worden war, wechselte er im Winter 2019 in die Ligue 2 zum ES Troyes AC. Am 1. Februar 2019 (23. Spieltag) wurde er bei einem 1:1-Unentschieden gegen den FC Metz spät eingewechselt und gab somit sein Debüt in Frankreich. Am vorletzten Spieltag der Saison schoss er gegen Clermont Foot sein erstes Tor im neuen Trikot, als er den zwischenzeitlichen 1:1-Ausgleich machte (Endstand: 4:2-Sieg). Insgesamt brachte er es bis zum Saisonende für Troyes auf zwölf Einsätze und ein Tor. In der verkürzten Saison 2019/20 schoss er sechs Tore in insgesamt 19 Partien und war somit als Innenverteidiger der beste Torschütze seines Vereins in der Spielzeit.
Anschließend wechselte er im August 2020 für zweieinhalb Millionen Euro zum Aufsteiger FC Metz. Sein Ligue-1-Debüt gab er gegen Olympique Marseille nach Einwechslung in der Nachspielzeit. Bei einem 2:1-Auswärtssieg beim OGC Nizza schoss er das Führungstor und somit sein erstes Tor in der höchsten französischen Spielklasse. Wettbewerbsübergreifend schoss er in der Saison 2020/21 dieses eine Tor in 29 Einsätzen. Auch in der Folgespielzeit 2021/22 war er Stammspieler in der Innenverteidigung der Grenats.
Im Januar 2023 verließ der Spieler Metz und schloss sich dem HSC Montpellier an.
Im Sommer 2025 wechselte Kouyaté zu Royal Antwerpen.

### Nationalmannschaft
Kouyaté stand im September 2017 die ersten Male im Kader der malischen A-Nationalmannschaft. Am 26. März 2019 gab er schließlich nach anderthalb Jahren sein Debüt in einem Freundschaftsspiel gegen den Senegal. Beim Afrika-Cup 2019 war er anschließend im Kader, spielte aber bis zum Ausscheiden im Achtelfinale nur ein Gruppenspiel. Bei der Ausgabe im Jahr 2022 schied sein Team erneut im Achtelfinale aus, diesmal spielte Kouyaté jedoch jede einzelne Spielminute des Turniers.